# Migas
Migas är ett släkte av spindlar. Migas ingår i familjen Migidae.

## Dottertaxa tillMigas, i alfabetisk ordning[1]
- Migas affinis
- Migas australis
- Migas borealis
- Migas cambridgei
- Migas cantuarius
- Migas centralis
- Migas cumberi
- Migas distinctus
- Migas gatenbyi
- Migas giveni
- Migas goyeni
- Migas hesperus
- Migas hollowayi
- Migas insularis
- Migas kirki
- Migas kochi
- Migas linburnensis
- Migas lomasi
- Migas marplesi
- Migas minor
- Migas nitens
- Migas otari
- Migas paradoxus
- Migas plomleyi
- Migas quintus
- Migas sandageri
- Migas saxatilis
- Migas secundus
- Migas solitarius
- Migas taierii
- Migas tasmani
- Migas toddae
- Migas tuhoe
- Migas variapalpus